# Hans Spaan
Hans Spaan, född den 24 december 1958 i Assen, Nederländerna är en holländsk f.d. roadracingförare.

## Roadracingkarriär
Spaan blev aldrig mästare, men han var riktigt nära att vinna 125GP säsongen 1990, då en sensationell avslutning av den sjuttonårige Loris Capirossi tog bort den chansen. Han blev även tvåa i klassen året innan bakom en annan framtida superstjärna; Àlex Crivillé.

## Segrar 125GP
| Nr | Grand Prix      | År   |
| -- | --------------- | ---- |
| 1  | Österrike       | 1989 |
| 2  | Holland         | 1989 |
| 3  | Belgien         | 1989 |
| 4  | Storbritannien  | 1989 |
| 5  | Japan           | 1990 |
| 6  | Belgien         | 1990 |
| 7  | Frankrike       | 1990 |
| 8  | Sverige         | 1990 |
| 9  | Tjeckoslovakien | 1990 |